# گذشته کامل
گذشته کامل (به انگلیسی: pluperfect) نوعی زمان دستوری است که در آن یک نقطه زمانی در گذشته به عنوان نقطه مرجع در نظر گرفته می‌شود و موقعیتی که در جمله بیان می‌شود، پیش از این نقطه مرجع واقع شده است؛ به عبارت دیگر گذشته کامل را می‌توان «گذشته‌ای در گذشته» نامید. اغلب نقطه مرجع در جمله به وسیله قیدی که به این نقطه اشاره دارد، بیان می‌شود. برای مثال در جمله «علی پیش از حرکت اتوبوس رسیده بود»، عبارت «پیش از حرکت اتوبوس» نقطه مرجعی در گذشته است که کنش «رسیدن» پیش از این نقطه مرجع انجام پذیرفته است. 
گذشته کامل را می‌توان نوعی زمان دستوری به شمار آورد که در آن زمان دستوری (: گذشته) با نمود دستوری (: کامل) در یکدیگر آمیخته شده‌اند. گذشته کامل نمونه خوبی از زمان دستوری نسبی است که در آن زمان دستوری نسبت به یک نقطه متغیر بیان می‌شود. در زبان فارسی چنین زمانی ماضی بعید نامیده می‌شود.

## در فارسی
در فارسی از (ماده‌ی گذشته + «بودن» به گذشته‌ی ساده) استفاده می‌کنیم. برای نمونه:
I had gone.
[تا او بیاید] من رفته بودم.

## کاربردها و نمونه
کاربرد فعل گذشته کامل مشابه حال کامل است با این تفاوت که اولی در گذشته و دومی در حال اتفاق می‌افتد.
1. برای صحبت کردن درباره اتفاقی که در گذشته شروع شده و تا زمانی مشخص در گذشته ادامه داشته است. به مثال‌های زیر توجه کنید:
When George died he and Anne had been married for nearly fifty years. 
وقتی "جرج" مرد او و "ان" نزدیک به پنجاه سال بود که ازدواج کرده بودند.
She didn’t want to move. She had lived in Liverpool all her life. 
او نمیخواست جابه‌جا شود. او همه زندگی‌اش را در لیورپول زندگی کرده بود.
2. برای صحبت کردن درباره چیزی در گذشته که بارها و بارها انجام می‌شد و ممکن بود باز هم ادامه پیدا کرده باشد. به مثال زیر توجه کنید:
He had written three books and he was working on another one. 
او سه کتاب نوشته بود و داشت روی یکی دیگر کار می‌کرد.
3. برای صحبت کردن درباره تجربه‌هایمان تا زمان حاضر. برای این کاربرد معمولاً از قیدهای ever و never استفاده می‌کنیم. به مثال‌های زیر توجه کنید:
My eighteenth birthday was the worst day I had ever had. 
زادروز هجدهم‌ام بدترین روزی بود که تاکنون داشته بودم.
I was pleased to meet George. I hadn’t met him before, even though I had met his wife several times. 
من از دیدن "جرج" خرسند بودم. من پیشتر او را ندیده بودم، گرچه زنش را چندین بار دیده بودم.
4. برای صحبت کردن درباره اتفاقی که در گذشته افتاده اما تاثیرش بر زمانی در گذشته باقی مانده است. به مثال‌های زیر توجه کنید:
I couldn’t get into the house. I had lost my keys. 
من نمی‌توانستم وارد خانه شوم. کلیدهایم را گم کرده بودم.
Teresa wasn’t at home. She had gone shopping. 
"ترزا" در خانه نبود. او خرید رفته بود.
همانطور که می‌بینید این زمان همیشه با یک جمله گذشته ساده همراه است.